# Seznam rozhleden na Slovensku
Seznam stávajících, zaniklých a plánovaných veřejně přístupných rozhleden na Slovensku.

## Stávající rozhledny
V současnosti stojící rozhledny na Slovensku, řazeny dle krajů od západu na východ. Počet: 101
Pro srovnání, počet rozhleden v Čechách a na Moravě se blíží k 400.
| Rozhledna / lokalita                                                    | Foto                                        | Oblast                    | Nadm. výška. (m n. m.) | Výška [m] | Vznik [rok] | Pův. / Prim. účel       | Stavba, materiál  | Obec                | Okres  | Kraj | Poloha                           | Stav                                                        |
| ----------------------------------------------------------------------- | ------------------------------------------- | ------------------------- | ---------------------- | --------- | ----------- | ----------------------- | ----------------- | ------------------- | ------ | ---- | -------------------------------- | ----------------------------------------------------------- |
| Vršek                                                                   |                                             | Borská nížina             | 157                    |           |             | Vojenská věž            | Ocel              | Kostolište          | MA     | BA   | 48°27′ s. š., 16°58′6″ v. d.     | Volně přístupná (riziková)                                  |
| Kamzík                                                                  |                                             | Malé Karpaty              | 437                    | 194       | 1975        | Televizní věž           | Ocel              | Bratislava          | BA III | BA   | 48°10′57″ s. š., 17°5′40″ v. d.  | Přístupná (kavárna, restaurace)                             |
| Nový most                                                               |                                             | Podunajská rovina         | 126                    | 80        | 1972        | Restaurace a rozhledna  | Ocel              | Bratislava          | BA I   | BA   | 48°8′18″ s. š., 17°6′16″ v. d.   | Přístupná (vstupné)                                         |
| Velký Petrklín                                                          |                                             | Malé Karpaty              | 587                    | 16        |             | Vojenská věž            | Železobeton, ocel | Sološnica           | MA     | BA   | 48°26′45″ s. š., 17°13′59″ v. d. | Volně přístupná (riziková)                                  |
| Velká homole                                                            |                                             | Malé Karpaty              | 709                    | 20        | 2001        | Rozhledna               | Dřevo             | Modra               | PK     | BA   | 48°21′48″ s. š., 17°15′40″ v. d. | Volně přístupná                                             |
| Vápenná                                                                 |                                             | Malé Karpaty              | 752                    | 5         | 2003        | Rozhledna               | Železobeton, ocel | Sološnica           | MA     | BA   | 48°27′36″ s. š., 17°16′26″ v. d. | Volně přístupná                                             |
| Kukla                                                                   |                                             | Malé Karpaty              | 564                    | 12        | 2007        | Rozhledna               | Dřevo             | Dubová              | PK     | BA   | 48°23′2″ s. š., 17°19′2″ v. d.   | Volně přístupná                                             |
| Perla                                                                   |                                             | Malokarpatská pahorkatina | 170                    | 21        | 2009        | Trafostanice            | Beton, ocel       | Šenkvice            | PK     | BA   | 48°18′9″ s. š., 17°21′15″ v. d.  | Přístupná (Úterý– pátek)                                    |
| Adamovské jezera                                                        |                                             | Dyjsko-moravská niva      | 156                    | 8         | 2009        | Rozhledna               | Dřevo             | Gbely               | SI     | TT   | 48°43′36″ s. š., 17°1′56″ v. d.  | Volně přístupná                                             |
| Baťův kanál                                                             |                                             | Dolnomoravský úval        | 166                    | 9         | 2007        | Rozhledna               | Dřevo             | Skalica             | SI     | TT   | 48°52′20″ s. š., 17°12′46″ v. d. | Volně přístupná                                             |
| Zámčisko – Lipka Archivováno 13. 5. 2016 na Wayback Machine.            |                                             | Chvojnická pahorkatina    | 418                    | 11,5      | 2014        | Rozhledna               | Beton             | Unín                | SI     | TT   | 48°43′38″ s. š., 17°14′42″ v. d. | Volně přístupná                                             |
| Rozbehy                                                                 |                                             | Malé Karpaty              | 455                    | 6         | 2009        | Rozhledna               | Kámen, dřevo      | Cerová              | SE     | TT   | 48°34′22″ s. š., 17°23′21″ v. d. | Volně přístupná                                             |
| Lipovec[nedostupný zdroj]                                               | [nedostupný zdroj]                          | Myjavská pahorkatina      | 424                    | 6         | 2013        | Rozhledna               | Kámen, dřevo      | Kýla                | SE     | TT   | 48°39′54″ s. š., 17°28′57″ v. d. | Volně přístupná                                             |
| Vodní dílo Gabčíkovo                                                    |                                             | Podunajská pahorkatina    | 1116                   | 30        | 1992        | Řídící věž              | Beton             | Gabčíkovo           | DS     | TT   | 47°52′54″ s. š., 17°32′30″ v. d. | Volně přístupná                                             |
| Ranč na Stříbrném jezeře                                                | Archivováno 13. 5. 2016 na Wayback Machine. | Podunajská rovina         | 117                    | 8,5       | 2011        | Rozhledna               | Dřevo             | Galanta             | GA     | TT   | 48°12′31″ s. š., 17°43′39″ v. d. | Volně přístupná                                             |
| Marhát                                                                  |                                             | Považský Inovec           | 758                    | 17        | 2008        | Rozhledna               | Dřevo             | Hubina              | PN     | TT   | 48°35′48″ s. š., 17°58′14″ v. d. | Volně přístupná                                             |
| Žalostiná                                                               | Archivováno 13. 4. 2014 na Wayback Machine. | Bílé Karpaty              | 621                    | 6         | 2009        | Rozhledna               | Dřevo             | Vrbovce             | MY     | TN   | 48°49′1″ s. š., 17°25′36″ v. d.  | Volně přístupná                                             |
| Hrajky                                                                  | Archivováno 4. 3. 2016 na Wayback Machine.  | Bílé Karpaty              | 298                    | 10        | 2009        | Rozhledna               | Dřevo             | Turá Lúka           | MY     | TN   | 48°44′49″ s. š., 17°30′57″ v. d. | Volně přístupná                                             |
| Poľana                                                                  | Archivováno 4. 3. 2016 na Wayback Machine.  | Bílé Karpaty              | 530                    | 20        | 2009        | Rozhledna               | Dřevo             | Břestovec           | MY     | TN   | 48°48′15″ s. š., 17°32′40″ v. d. | Volně přístupná                                             |
| Jelenec                                                                 |                                             | Bílé Karpaty              | 925                    | 30        |             | Vojenský vysílač        | Ocel              | Moravské Lískové    | NM     | TN   | 48°51′38″ s. š., 17°42′11″ v. d. | Volně přístupná (riziková)                                  |
| Velký Lopeník                                                           |                                             | Bílé Karpaty              | 911                    | 22        |             | Rozhledna               | Kámen, dřevo      | Nová Bošáca         | NM     | TN   | 48°55′ s. š., 17°46′57″ v. d.    | Přístupná (duben – říjen vstupné, listopad – březen zdarma) |
| Hajnice Archivováno 2. 4. 2015 na Wayback Machine.                      | [nedostupný zdroj]                          | Považské Podolí           | 341                    | 7         | 2014        | Rozhledna               | Dřevo             | Haluzice            | NM     | TN   | 48°49′2″ s. š., 17°52′0″ v. d.   | Volně přístupná                                             |
| Inovec                                                                  |                                             | Považský Inovec           | 1042                   |           | 2015        | Rozhledna               | Ocel              | Trenčín             | TN     | TN   | 48°46′28″ s. š., 18°2′27″ v. d.  | Volně přístupná                                             |
| Vyhlídková věž MAS Vršatec                                              |                                             | Bílé Karpaty              | 449                    | 24,6      | 2014        | Rozhledna               | Dřevo             | Trenčianska Závada  | TN     | TN   | 48°58′24″ s. š., 18°3′55″ v. d.  | Volně přístupná                                             |
| Křivoklát                                                               |                                             | Bílé Karpaty              | 513                    | 4,9       | 2007        | Rozhledna               | Dřevo             | Křivoklát           | IL     | TN   | 49°3′16″ s. š., 18°8′ v. d.      | Volně přístupná                                             |
| Grotta                                                                  |                                             | Považské Podolí           | 245                    | 16        | 2010        | Rozhledna               | Kámen, dřevo      | Dubnica nad Váhom   | IL     | TN   | 48°57′28″ s. š., 18°10′26″ v. d. | Přístupná (vstupné, info v muzeu)                           |
| Tlustá hora                                                             |                                             | Bílé Karpaty              | 650                    | 22        | 2009        | Rozhledna               | Dřevo             | Dohňany             | PU     | TN   | 49°8′11″ s. š., 18°15′13″ v. d.  | Volně přístupná                                             |
| Stratenec                                                               |                                             | Javorníky                 | 1055                   | 7         | 2008        | Rozhledna               | Dřevo             | Papradno            | PB     | TN   | 49°18′54″ s. š., 18°20′6″ v. d.  | Volně přístupná                                             |
| Prievidza                                                               | Archivováno 2. 4. 2015 na Wayback Machine.  | Žiar                      | 330                    | 3         | 1985        | Rozhledna               | Ocel              | Prievidza           | PD     | TN   | 48°46′57″ s. š., 18°39′32″ v. d. | Volně přístupná                                             |
| Radošinka                                                               |                                             | Podunajská pahorkatina    | 240                    | 22        | 2015        | Rozhledna               | Dřevo             | Nové Sady           | NR     | NR   | 48°24′51″ s. š., 18°0′32″ v. d.  | Volně přístupná                                             |
| Panská javorina                                                         |                                             | Považský Inovec           | 943                    | 16        | 2010        | Rozhledna               | Dřevo             | Podhradie           | TO     | NR   | 48°42′43″ s. š., 18°0′45″ v. d.  | Volně přístupná                                             |
| Hôrka                                                                   |                                             | Tribeč                    | 292                    | 12        | 2011        | Rozhledna               | Dřevo             | Podhorany           | NR     | NR   | 48°22′17″ s. š., 18°7′20″ v. d.  | Volně přístupná                                             |
| Topoľčany                                                               |                                             | Podunajská pahorkatina    | 175                    | 8,5       | 2011        | Rozhledna               | Dřevo             | Topoľčany           | TO     | NR   | 48°33′3″ s. š., 18°10′41″ v. d.  | Volně přístupná                                             |
| Klasov (Dolní Nitra)                                                    |                                             | Podunajská pahorkatina    | 225                    | 15        | 2015        | Rozhledna               | Dřevo             | Vráble              | NR     | NR   | 48°15′27″ s. š., 18°15′48″ v. d. | Volně přístupná                                             |
| Kravany nad Dunajom                                                     |                                             | Podunajská pahorkatina    | 108                    | 17        | 2013        | Rozhledna               | Dřevo, ocel       | Kravany nad Dunajom | KN     | NR   | 47°45′40″ s. š., 18°28′51″ v. d. | Volně přístupná                                             |
| Drieňová                                                                |                                             | Pohronský Inovec          | 552                    | 5         | 2010        | Rozhledna               | Ocel              | Jedľové Kostoľany   | ZM     | NR   | 48°28′31″ s. š., 18°29′9″ v. d.  | Volně přístupná                                             |
| Pařížské močály                                                         |                                             | Podunajská pahorkatina    | 115                    | 8         |             | Rozhledna               | Dřevo             | Gbelce              | NZ     | NR   | 47°51′29″ s. š., 18°30′34″ v. d. | Volně přístupná (v rezervaci)                               |
| Vápník (Siklós)                                                         |                                             | Podunajská pahorkatina    | 274                    | 9         | 1961        | Památník                | Beton             | Mýtne Ludany        | LV     | NR   | 48°10′58″ s. š., 18°38′36″ v. d. | Po rekonstrukci, Volně přístupný                            |
| Záblatie                                                                |                                             | Javorníky                 | 768                    | 6         | 2010        | Rozhledna               | Dřevo             | Velké Rovné         | BY     | ZA   | 49°20′29″ s. š., 18°31′1″ v. d.  | Volně přístupná                                             |
| Luby                                                                    |                                             | Javorníky                 | 908                    | 20        | 2012        | Rozhledna               | Dřevo             | Velké Rovné         | BY     | ZA   | 49°21′4″ s. š., 18°31′46″ v. d.  | Volně přístupná                                             |
| Živčáková                                                               |                                             | Javorníky                 | 756                    | 35        | 2015        | Kostelní věž, rozhledna | Zděná             | Turzovka            | CA     | ZA   | 49°23′40″ s. š., 18°34′36″ v. d. | Přístup zatím neznámý                                       |
| Zarúbaná Kýčera                                                         |                                             | Javorníky                 | 884                    | 15        | 2014        | Rozhledna               | Dřevo             | Velké Rovné         | BY     | ZA   | 49°19′50″ s. š., 18°35′21″ v. d. | Volně přístupná                                             |
| Kamenité                                                                |                                             | Kysucké Beskydy           | 834                    | 8         |             | Rozhledna               | Kámen, dřevo      | Dlouhá nad Kysucou  | CA     | ZA   | 49°21′52″ s. š., 18°38′8″ v. d.  | Volně přístupná                                             |
| Zákopčie – Marťakovský kopec Archivováno 2. 4. 2015 na Wayback Machine. |                                             | Javorníky                 | 854                    | 14        | 2011        | Rozhledna               | Kámen, dřevo      | Zákopčie            | CA     | ZA   | 49°22′36″ s. š., 18°43′55″ v. d. | Volně přístupná                                             |
| Bobovec Archivováno 19. 3. 2012 na Wayback Machine.                     |                                             | Kysucké Beskydy           | 723                    | 17        | 2011        | Rozhledna               | Kámen, dřevo      | Stará Bystrica      | CA     | ZA   | 49°20′26″ s. š., 18°56′51″ v. d. | Volně přístupná (sezónní)                                   |
| Brotnica Archivováno 10. 6. 2016 na Wayback Machine.                    |                                             | Turčianská kotlina        | 620                    | 8         | 2013        | Rozhledna               | Dřevo             | Necpaly             | MT     | ZA   | 48°58′48″ s. š., 18°57′53″ v. d. | Volně přístupná                                             |
| Velká Rača                                                              |                                             | Kysucké Beskydy           | 1236                   | 4         |             | Rozhledna               | Dřevo, ocel       | Oščadnica           | CA     | ZA   | 49°24′47″ s. š., 18°58′9″ v. d.  | Volně přístupná                                             |
| Na trní Archivováno 25. 6. 2016 na Wayback Machine.                     |                                             | Turčianská kotlina        | 488                    | 8         | 2012        | Rozhledna               | Dřevo             | Turčianske Jaseno   | MT     | ZA   | 49°1′53″ s. š., 18°58′57″ v. d.  | Volně přístupná                                             |
| Na Kalník Archivováno 25. 6. 2016 na Wayback Machine.                   |                                             | Turčianská kotlina        | 609                    | 8         | 2012        | Rozhledna               | Dřevo             | Belá-Dulice         | MT     | ZA   | 49°0′43″ s. š., 18°59′26″ v. d.  | Volně přístupná                                             |
| Terchovská srdce                                                        |                                             | Kysucká vrchovina         | 609                    | 30        | 2015        | Rozhledna               |                   | Terchová            | ZA     | ZA   | 49°15′42″ s. š., 19°1′40″ v. d.  | Volně přístupná                                             |
| Sedlo Beskyd                                                            |                                             | Oravské Beskydy           | 958                    | 7         | 2008        | Rozhledna               | Dřevo             | Oravská Lesná       | TS     | ZA   | 49°23′30″ s. š., 19°7′41″ v. d.  | Volně přístupná                                             |
| Havránok                                                                |                                             | Podtatranská kotlina      | 670                    | 5         | 1985        | Rozhledna               | Dřevo             | Vlachy              | LM     | ZA   | 49°6′5″ s. š., 19°28′44″ v. d.   | Přístupná (vstupné do skanzenu)                             |
| Veľké Borové                                                            |                                             | Skorušinské vrchy         | 900                    | 14        |             | Trafostanice            | Zděná, dřevo      | Veľké Borové        | LM     | ZA   | 49°12′9″ s. š., 19°29′59″ v. d.  | Volně přístupná                                             |
| Súšava                                                                  |                                             | Skorušinské vrchy         | 1070                   | 15        | 2012        | Rozhledna               | Dřevo             | Chlebnice           | DK     | ZA   | 49°12′34″ s. š., 19°30′27″ v. d. | Volně přístupná                                             |
| Žiarce                                                                  |                                             | Podtatranská brázda       | 782                    | 9         | 2007        | Rozhledna               | Dřevo             | Pavčina Lehota      | LM     | ZA   | 49°1′30″ s. š., 19°33′27″ v. d.  | Volně přístupná                                             |
| Ostredok                                                                |                                             | Nízké Tatry               | 1170                   | 9         | 2010        | Rozhledna               | Dřevo             | Demänovská Dolina   | LM     | ZA   | 48°58′30″ s. š., 19°35′3″ v. d.  | Volně přístupná                                             |
| Ostrý vrch                                                              |                                             | Skorušinské vrchy         | 942                    | 6         |             | Rozhledna               | Ocel              | Brezovica           | TS     | ZA   | 49°19′30″ s. š., 19°39′36″ v. d. | Volně přístupná                                             |
| Liptovský Ján                                                           |                                             | Nízké Tatry               | 685                    |           | 2013        | Rozhledna               | Dřevo             | Liptovský Ján       | LM     | ZA   | 49°2′35″ s. š., 19°40′50″ v. d.  | Volně přístupná                                             |
| Skorušina                                                               |                                             | Skorušinské vrchy         | 1314                   | 13        |             | Rozhledna               | Ocel              | Vitanová            | TS     | ZA   | 49°17′52″ s. š., 19°41′32″ v. d. | Volně přístupná                                             |
| Nižná Boca – Krajči vrch                                                |                                             | Nízké Tatry               | 1000                   | 14,5      | 2014        | Rozhledna               | Dřevo             | Nižná Boca          | LM     | ZA   | 48°56′48″ s. š., 19°45′38″ v. d. | Přístupná                                                   |
| Vavrišovo                                                               |                                             | Podtatranská kotlina      | 700                    | 16        | 2010        | Rozhledna, muzeum       | Kámen, dřevo      | Vavrišovo           | LM     | ZA   | 49°4′6″ s. š., 19°45′40″ v. d.   | Přístupná na požádání (viz odkaz)                           |
| Východní                                                                |                                             | Podtatranská kotlina      | 832                    | 28        | 2008        | Rozhledna, amfiteátr    | Dřevo             | Východní            | LM     | ZA   | 49°3′38″ s. š., 19°53′59″ v. d.  | Přístupná jen příležitostně                                 |
| Skalka                                                                  |                                             | Štiavnické vrchy          | 724                    | 8         | 2002        | Rozhledna               | Dřevo             | Počúvadlo           | BS     | BB   | 48°22′38″ s. š., 18°49′31″ v. d. | Volně přístupná                                             |
| Sitno                                                                   |                                             | Štiavnické vrchy          | 1009                   | 12        | 1886        | Rozhledna               | Roubená, dřevo    | Ilija               | BS     | BB   | 48°24′11″ s. š., 18°52′38″ v. d. | Přístupná (květen září)                                     |
| Krahulský vrch                                                          |                                             | Kremnické vrchy           | 959                    | 13,5      | 2013        | Rozhledna               | Dřevo             | Kremnica            | ZH     | BB   | 48°42′50″ s. š., 18°55′49″ v. d. | Volně přístupná                                             |
| Vartovka                                                                |                                             | Krupinská planina         | 393                    | 12        | 1564        | Strážní věž             | Zděná, kámen      | Krupina             | KA     | BB   | 48°20′58″ s. š., 19°4′45″ v. d.  | Volně přístupná                                             |
| Prašný vrch                                                             |                                             | Krupinská planina         | 513                    | 5         | 1998        | Rozhledna               | Dřevo             | Hrušov              | VK     | BB   | 48°10′5″ s. š., 19°5′32″ v. d.   | Volně přístupná                                             |
| Šachtičky                                                               |                                             | Starohorské vrchy         | 957                    | 16        | 2007        | Rozhledna               | Ocel              | Banská Bystrica     | BB     | BB   | 48°48′17″ s. š., 19°8′55″ v. d.  | Přístupná (info v hotelu Šachtička)                         |
| Opavská hora[nedostupný zdroj]                                          |                                             | Krupinská planina         | 577                    | 20        | 2014        | Rozhledna               | Dřevo             | Opava               | VK     | BB   | 48°11′22″ s. š., 19°10′21″ v. d. | Volně přístupná                                             |
| Jesenina                                                                |                                             | Stolické vrchy            | 995                    | 10        | 2009        | Rozhledna               | Dřevo             | Krná                | PT     | BB   | 48°32′49″ s. š., 19°44′2″ v. d.  | Volně přístupná                                             |
| Karanč                                                                  |                                             | Cerová vrchovina          | 725                    | 11        |             | Rozhledna               | Ocel              | Šiatorská Bukovinka | LC     | BB   | 48°9′31″ s. š., 19°47′22″ v. d.  | Volně přístupná                                             |
| Kočičí                                                                  |                                             | Cerová vrchovina          | 460                    | 10        | 2008        | Rozhledna               | Dřevo             | Šiatorská Bukovinka | LC     | BB   | 48°10′48″ s. š., 19°51′40″ v. d. | Volně přístupná                                             |
| Slopovo                                                                 |                                             | Stolické vrchy            | 720                    |           | 2015        | Rozhledna               | Dřevo             | Klenovec            | RS     | BB   | 48°35′43″ s. š., 19°51′7″ v. d.  | Volně přístupná                                             |
| Vršek                                                                   |                                             | Stolické vrchy            | 462                    |           | 2015        | Rozhledna               | Ocel              | Rimavská Baňa       | RS     | BB   | 48°31′32″ s. š., 19°56′13″ v. d. | Volně přístupná                                             |
| Maginhrad                                                               |                                             | Revúcka vrchovina         | 430                    | 16        | 2015        | Rozhledna               | Dřevo             | Nižný Skálnik       | RS     | BB   | 48°26′53″ s. š., 19°59′3″ v. d.  | Volně přístupná                                             |
| Skalnaté pleso, Encián                                                  |                                             | Vysoké Tatry              | 1750                   | 29        | 1938        | Stanice lanovky         | Zděná             | Vysoké Tatry        | PP     | PO   | 49°11′15″ s. š., 20°14′0″ v. d.  | Přístupná (vstupné 1 €)                                     |
| Bachledova dolina                                                       |                                             | Spišská Magura            | 1109                   | 15        | 2011        | Rozhledna               | Dřevo             | Ždiar               | PP     | PO   | 49°17′2″ s. š., 20°19′10″ v. d.  | Volně přístupná                                             |
| Králova studna                                                          |                                             | Ľubovnianska vrchovina    | 773                    | 13        | 2011        | Rozhledna               | Dřevo             | Lenartov            | BJ     | PO   | 49°20′6″ s. š., 21°0′30″ v. d.   | Volně přístupná                                             |
| Žebrák                                                                  |                                             | Čergov                    | 893                    | 8         | 2005        | Útulna                  | Dřevo             | Záď                 | BJ     | PO   | 49°14′10″ s. š., 21°10′21″ v. d. | Volně přístupná                                             |
| Prešov – Vodárenská věž                                                 |                                             | Košická kotlina           | 270                    | 29        | 1918        | Vodárenská věž          | Zděná             | Prešov              | PO     | PO   | 48°59′58″ s. š., 21°14′48″ v. d. | Přístupná (vstupné)                                         |
| Černá louže                                                             |                                             | Ondavská vrchovina        | 604                    | 6         | 2008        | Rozhledna               | Dřevo             | Bardejov            | BJ     | PO   | 49°20′54″ s. š., 21°15′50″ v. d. | Volně přístupná                                             |
| Kamenná hora                                                            |                                             | Ondavská vrchovina        | 431                    | 9,6       | 2017        | Rozhledna               | Dřevo             | Bardejov            | BJ     | PO   | 49°19′22″ s. š., 21°16′15″ v. d. | Volně přístupná                                             |
| Černá hora                                                              |                                             | Ondavská vrchovina        | 667                    | 16        | 2007        | Rozhledna               | Dřevo             | Svidník             | SK     | PO   | 49°18′7″ s. š., 21°30′33″ v. d.  | Volně přístupná                                             |
| Rohu                                                                    |                                             | Ondavská vrchovina        | 595                    | 14        | 2005        | Rozhledna               | Dřevo             | Vyšná Jedlová       | SK     | PO   | 49°21′31″ s. š., 21°33′26″ v. d. | Volně přístupná                                             |
| Stavok (Skopové)                                                        |                                             | Ondavská vrchovina        | 752                    | 15        | 2006        | Rozhledna               | Dřevo             | Vyšná psaní         | SK     | PO   | 49°26′12″ s. š., 21°35′51″ v. d. | Volně přístupná                                             |
| Dukelský průsmyk                                                        |                                             | Laborecká vrchovina       | 576                    | 48        | 1974        | Rozhledna               | Zděná, beton      | Vyšný Komárnik      | SK     | PO   | 49°24′53″ s. š., 21°42′29″ v. d. | Přístupná (vstupné)                                         |
| Paseky                                                                  |                                             | Laborecká vrchovina       | 848                    |           | 1940        | Strážní věž             | Ocel              | Kalinov             | ML     | PO   | 49°19′59″ s. š., 21°58′23″ v. d. | Volně přístupná (riziková)                                  |
| Holica                                                                  |                                             | Bukovské vrchy            | 538                    | 3         |             | Rozhledna               | Dřevo             | Ulič                | SV     | PO   | 48°57′9″ s. š., 22°24′ v. d.     | Volně přístupná                                             |
| Turecká Archivováno 13. 4. 2014 na Wayback Machine.                     |                                             | Turecká                   | 954                    | 15        | 2012        | Rozhledna               | Dřevo             | Rudná               | RV     | KE   | 48°41′7″ s. š., 20°28′44″ v. d.  | Volně přístupná                                             |
| Kloptaň                                                                 |                                             | Volovské vrchy            | 1153                   | 8         | 1999        | Rozhledna, útulna       | Ocel              | Prakovce            | GL     | KE   | 48°46′45″ s. š., 20°51′37″ v. d. | Volně přístupná                                             |
| Hradová                                                                 |                                             | Černá hora                | 466                    | 22        | 1987        | Rozhledna               | Ocel              | Košice              | KE I   | KE   | 48°45′41″ s. š., 21°14′13″ v. d. | Přístupná (vstupné)                                         |
| Čerešanka Archivováno 13. 5. 2016 na Wayback Machine.                   |                                             | Košická kotlina           | 315                    | 12        | 2013        | Rozhledna               | Kámen             | Čižatice            | KS     | KE   | 48°47′30″ s. š., 21°22′27″ v. d. | Volně přístupná                                             |
| Tokaj                                                                   |                                             | Zemplínské vrchy          | 190                    | 12        | 2015        | Rozhledna               | Dřevo, ocel       | Malá Tŕňa           | TV     | KE   | 48°26′35″ s. š., 21°41′29″ v. d. | Volně přístupná                                             |
| Hôrka                                                                   |                                             | Východoslovenská nížina   | 116                    |           |             | Rozhledna               | Beton             | Vinné               | MI     | KE   | 48°47′39″ s. š., 21°58′34″ v. d. | Chátrající (riziková)                                       |
| Beša                                                                    |                                             | Východoslovenská nížina   | 100                    | 4         | 2010        | Rozhledna               | Dřevo             | Beša                | MI     | KE   | 48°31′23″ s. š., 21°57′53″ v. d. | Volně přístupná                                             |
| Čičarovce                                                               |                                             | Východoslovenská nížina   | 98                     | 10        | 2010        | Rozhledna               | Dřevo             | Čičarovce           | MI     | KE   | 48°31′48″ s. š., 21°59′42″ v. d. | Volně přístupná                                             |
| Senianskej rybníky – Avescentrum                                        |                                             | Východoslovenská nížina   | 99                     | 9         | 2010        | Rozhledna               | Dřevo             | Senné               | MI     | KE   | 48°40′5″ s. š., 22°1′54″ v. d.   | Volně přístupná                                             |
| Senianskej rybníky – Ostrovík                                           |                                             | Východoslovenská nížina   | 98                     | 10        | 2010        | Rozhledna               | Dřevo             | Senné               | MI     | KE   | 48°40′27″ s. š., 22°2′30″ v. d.  | Volně přístupná                                             |
| Senianskej rybníky – Sirmajky                                           |                                             | Východoslovenská nížina   | 98                     | 6         | 2010        | Rozhledna               | Dřevo             | Senné               | MI     | KE   | 48°39′56″ s. š., 22°3′16″ v. d.  | Volně přístupná                                             |
| Iňačovce                                                                |                                             | Východoslovenská nížina   | 100                    | 10        | 2010        | Rozhledna               | Dřevo             | Iňačovce            | MI     | KE   | 48°42′3″ s. š., 22°4′19″ v. d.   | Volně přístupná                                             |
| Blatná Polianka                                                         |                                             | Východoslovenská nížina   | 100                    | 10        | 2010        | Rozhledna               | Dřevo             | Blatná Polianka     | SO     | KE   | 48°41′5″ s. š., 22°4′42″ v. d.   | Volně přístupná                                             |
| Rozhledna Špicák                                                        |                                             | Lúčanská Malá Fatra       |                        |           | 2018        | Rozhledna               | Dřevo             | Strečno             |        |      | 49°10′22″ s. š., 18°51′21″ v. d. | Volně přístupná                                             |

Poznámky:
- Riziková – rizikový výstup, jen na vlastní nebezpečí, nevhodná pro děti
- Údaj „výška“ udává celkovou výšku stavby, ne výšku vyhlídkové plošiny
- Údaj „vznik“ udává rok výstavby současně stojící rozhledny v dané lokalitě
- Kliknutím na ikonku v záhlaví sloupce je možné tabulku uspořádat podle vlastního kritéria
- Pro zobrazení fotografie klikněte na náhled nebo na číslo

## Zaniklé rozhledny

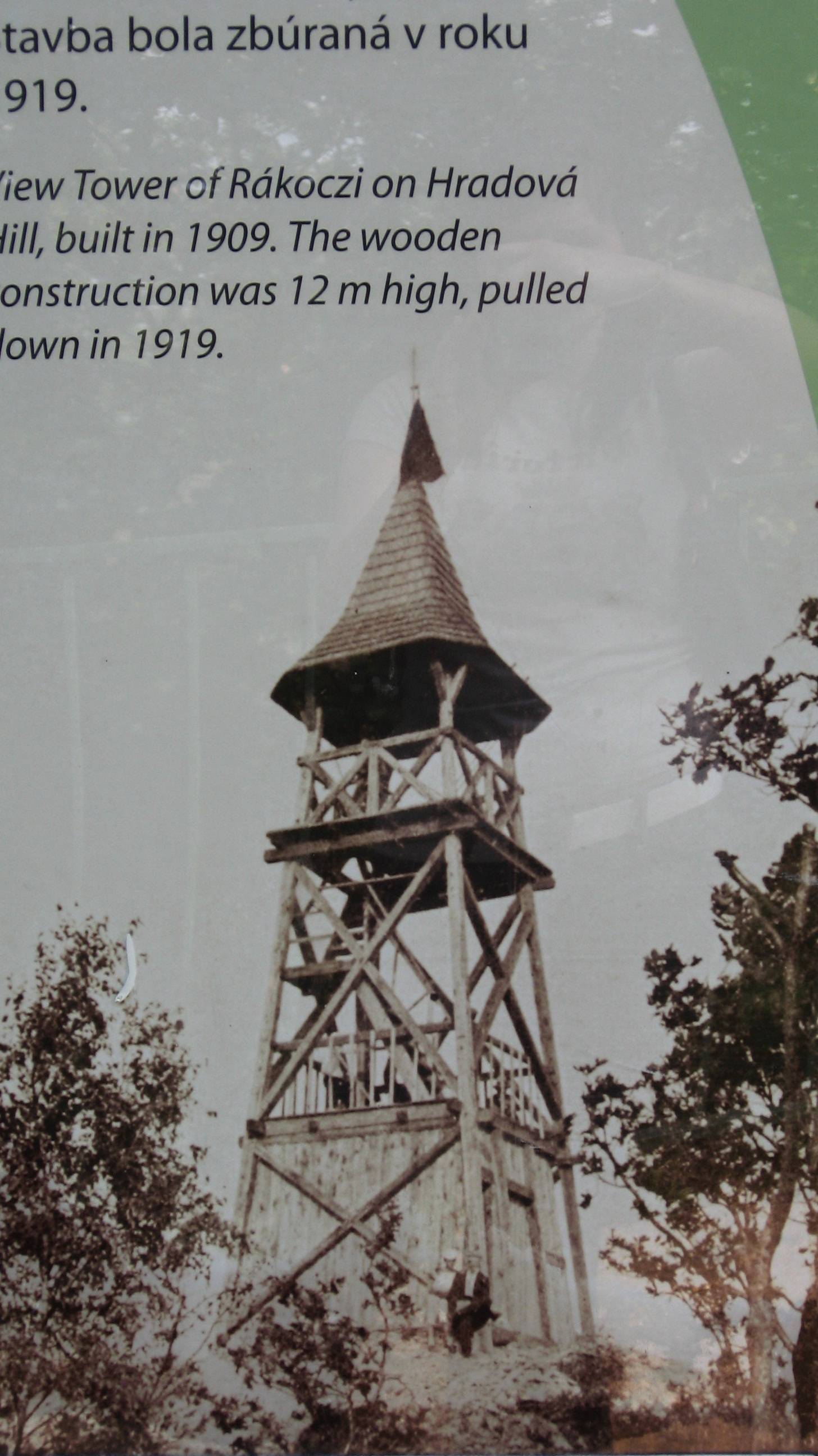
Zaniklá rozhledna na Hradové u Košic

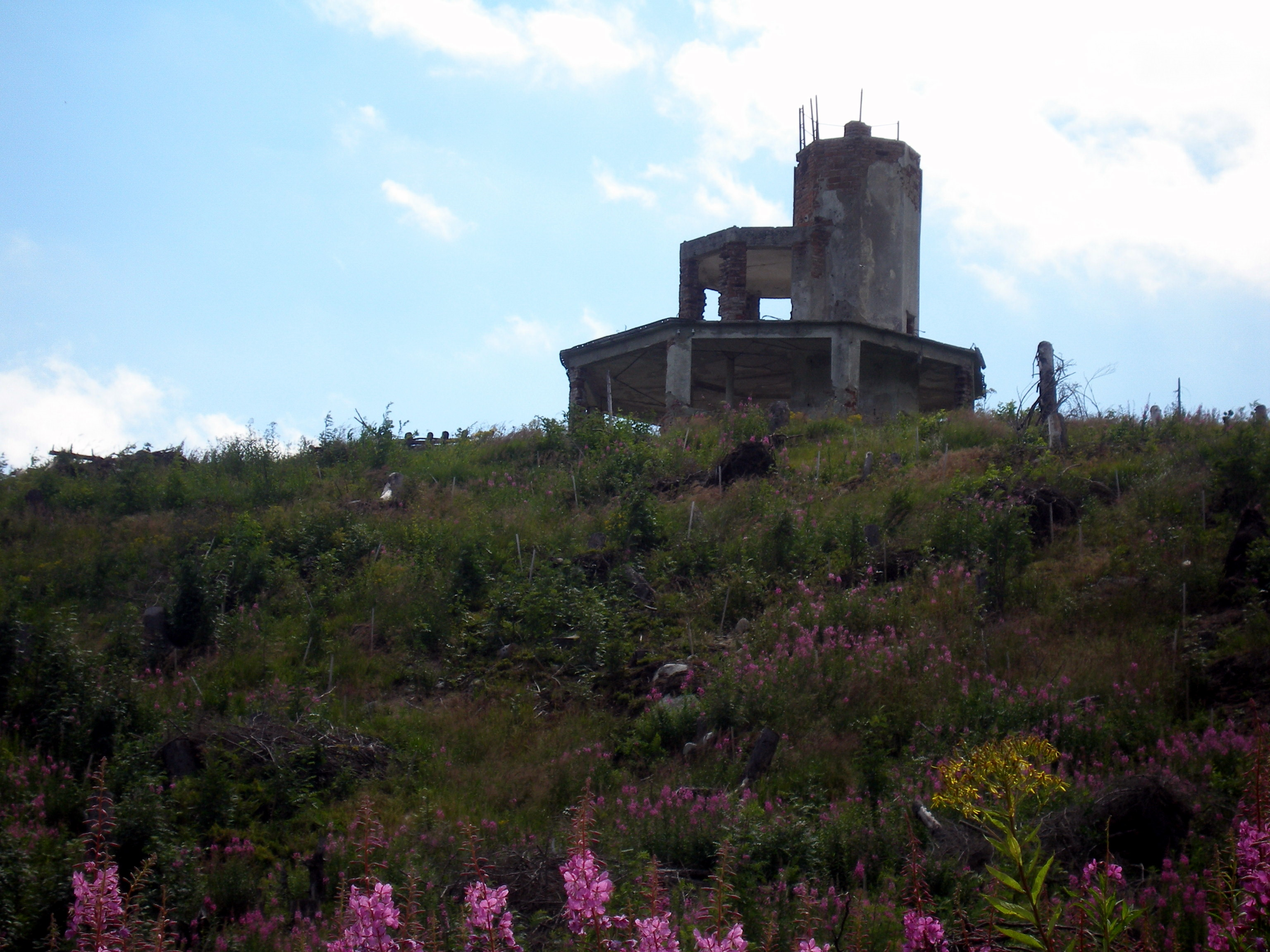
Zaniklá rozhledna Monte mory

| Rozhledna / lokalita | Odkazy                                      | Oblast                  | Pův. / Prim. účel   | Stavba, materiál | Poloha                           |
| -------------------- | ------------------------------------------- | ----------------------- | ------------------- | ---------------- | -------------------------------- |
| Vápenný vrch         |                                             | Skýcov                  | Rozhledna           | Dřevo            | 48°30′26″ s. š., 18°24′51″ v. d. |
| Velký Inovec         |                                             | Zlaté Moravce           | Rozhledna           |                  | 48°24′37″ s. š., 18°32′37″ v. d. |
| Monte Mory           |                                             | Štrbské Pleso           | Rozhledna / kavárna | Zděná            | 49°6′59″ s. š., 20°3′50″ v. d.   |
| Hradová              |                                             | Košice                  | Rozhledna           |                  | 48°45′41″ s. š., 21°14′13″ v. d. |
| Tanada               |                                             | Štiavnické vrchy        | Rozhledna           | Dřevo            | 48°27′6″ s. š., 18°52′10″ v. d.  |
| Podlesok             |                                             | Hrabušice               | Rozhledna           |                  | 48°57′51″ s. š., 20°23′5″ v. d.  |
| Kamenná              |                                             | Vyhne                   | Rozhledna           |                  | 48°30′38″ s. š., 18°47′24″ v. d. |
| Hrb                  |                                             | Ľubietová               | Rozhledna           |                  | 48°43′49″ s. š., 19°27′26″ v. d. |
| Murmanská výšina     | Archivováno 16. 9. 2014 na Wayback Machine. | Bratislava, Horský park | Rozhledna           |                  | 48°9′12″ s. š., 17°5′41″ v. d.   |

## Plánované rozhledny

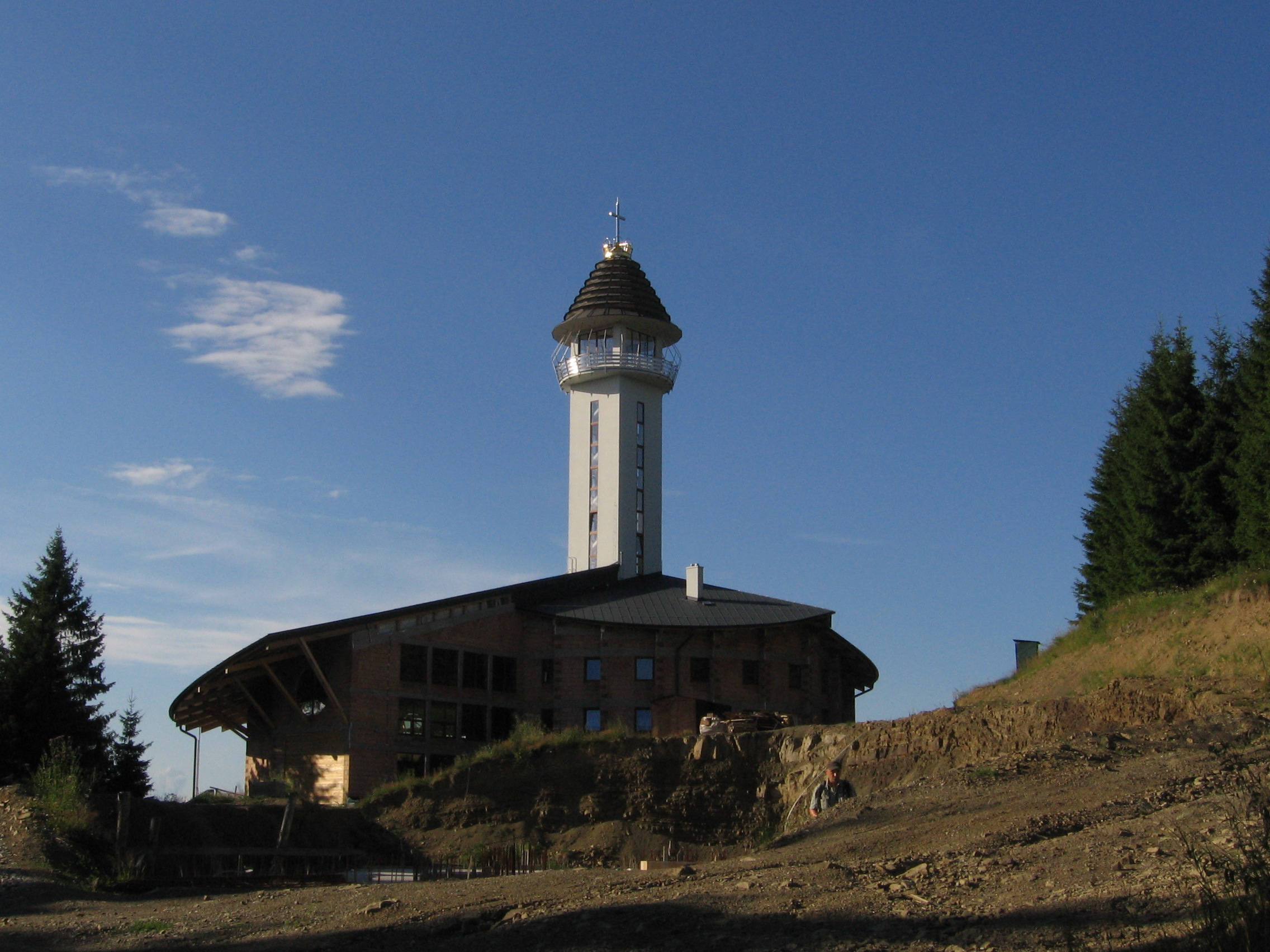
Kostel na Živčákové
s vyhlídkovou věží

| Rozhledna / lokalita | Odkazy | Oblast                   | Stavba, materiál | Poloha                           |
| -------------------- | ------ | ------------------------ | ---------------- | -------------------------------- |
| Kamzík               |        | Bratislava, Malé Karpaty | Dřevo            |                                  |
| Velký Inovec         |        | Pohronský Inovec         | Dřevo            | 48°24′37″ s. š., 18°32′38″ v. d. |
| Veľký Tribeč         |        | Tribeč                   | Dřevo            | 48°28′10″ s. š., 18°14′24″ v. d. |